# Muscicapa boehmi
Muscicapa boehmi là một loài chim trong họ Muscicapidae.